# Barbara Lanzinger

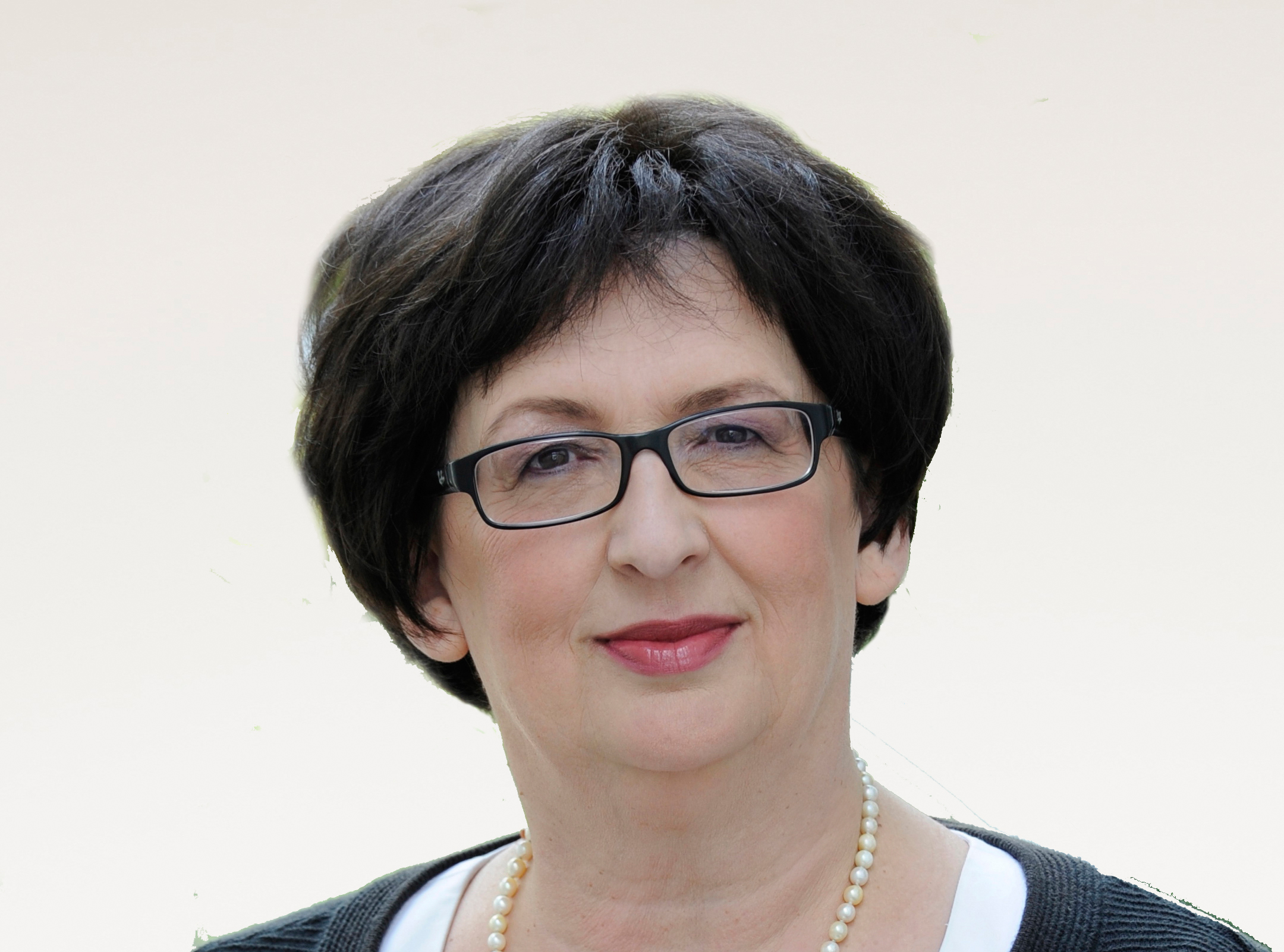
Barbara Lanzinger (2013)

Barbara Lanzinger (* 22. Dezember 1954 in Neubernricht bei Amberg als Barbara Schatz) ist eine deutsche Politikerin.
Nach der Fachhochschulreife 1974 studierte Barbara Lanzinger Sozialpädagogik und Psychologie in Nürnberg. Sie arbeitete von 1979 bis 1985 als Sozialpädagogin beim Sozialdienst katholischer Frauen in Amberg. 1979 trat sie in die CSU ein und war von 2002 bis 2005 sowie von 2013 bis 2017 Mitglied des Deutschen Bundestags. 
Sie ist verheiratet und hat drei Töchter.